# En las estepas de Asia Central

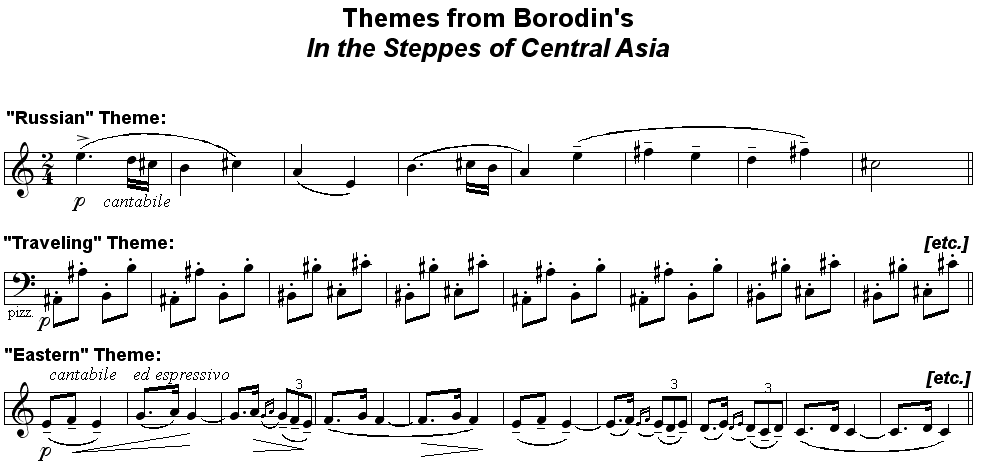
Los tres temas principales de la composición

En las estepas de Asia Central (en ruso: В средней Азии, romanizado: V srednyeĭ Azii, literalmente, En Asia Central) es un «cuadro musical» (o poema sinfónico) de Aleksandr Borodín, compuesto en 1880.

## Contexto
El trabajo fue originalmente destinado a ser presentado como un tableaux vivants para celebrar el aniversario de plata del reinado de Alejandro II de Rusia, que había hecho mucho para expandir el Imperio ruso hacia el este. El proyecto nunca llegó a materializarse, pero sí la partitura, y ha sido muy popular en las salas de concierto, desde su primer concierto, el 20 de abril de 1880 (8 de abril en calendario juliano) en San Petersburgo por la Orquesta de la Ópera Rusa bajo la dirección de Nikolái Rimski-Kórsakov. La obra está dedicada a Franz Liszt.

## Estructura
Esta obra para orquesta representa de forma idílica una interacción entre rusos y asiáticos en las estepas del Cáucaso. Una caravana de centroasiáticos cruza el desierto bajo la protección de las tropas rusas. Se escucha el tema de apertura, que representa a los rusos, y entonces escuchamos una ornamentada melodía de corte oriental en corno inglés, que simboliza los asiáticos. Estas dos melodías, finalmente, se combinan contrapuntísticamente. En medio de estas dos melodías étnicas oímos de fondo cómo la caravana marcha, a través del pizzicato de las cuerdas que representan el insistente repiqueteo de los cascos de los caballos y camellos. Al final escuchamos de nuevo el tema ruso.

## Instrumentación
La pieza está escrita para dos flautas, oboe, corno inglés, dos clarinetes, dos fagotes, cuatro trompas en fa, dos trompetas en fa, dos trombones, trombón bajo, timbales y cuerdas.
Borodín también transcribió la pieza para piano a cuatro manos.

## Nota del compositor
El compositor aportó la descripción siguiente en una nota de la partitura:

En el silencio de la monotonía de las estepas de Asia Central se escucha el extraño sonido de una tranquila canción rusa. Desde la distancia, podemos escuchar cómo se acercan los caballos y los camellos y las notas de una extraña  y melancólica melodía oriental. Una caravana se aproxima, escoltados por soldados rusos, y continúa de forma segura a su paso por el inmenso desierto. Desaparece lentamente. Las notas de las melodías rusas y asiáticas se unen en armonía, que languidece al tiempo que la caravana desaparece en la distancia.